# Antiblemma albizonea
Antiblemma albizonea là một loài bướm đêm trong họ Erebidae.